# Condottieri (Film)
Condottieri ist ein 1937 uraufgeführter, zur Zeit der Renaissance in Italien spielender Historien- und Kriegsfilm von Luis Trenker, der auch die Hauptrolle spielte. Die hier handelnden Personen entsprechen vage realen Personen der Geschichte.

## Handlung
Norditalien im frühen 16. Jahrhundert. Fürst Cesare Borgia, Oberhaupt einer mächtigen Adelsfamilie, belagert bereits seit zwei Monaten die Burg des Herzogs von Lombardo. Erst ein gezielter Schuss tötet den standfesten Widersacher. Lombardos Frau Caterina Sforza will weiterkämpfen, doch ihr Entschluss wird durch die Entführung ihres Kindes durch einen der Soldaten Borgias zunichtegemacht. Um ihren Sohn Giovanni freizubekommen, lässt sie sich darauf ein, die Burg aufzugeben, und flieht mit ihm in die Berge.
Inzwischen zum erwachsenen Mann gereift, will Giovanni Lombardo die Ehre seines Vaters wiederherstellen und die väterliche Burg zurückerobern. In der Lombardei versuchen in der Zwischenzeit die Anführer von Söldnerheeren, sogenannte Condottieri, junge Männer als Soldaten anzuwerben. Giovanni schließt sich dem Heer des Condottiere Malatesta an, und bald wird er für seinen Mut und seine Tollkühnheit gerühmt. Doch das Leben eines Landsknechtes von anderer Herren Gnade ist nicht das Seine, und so kann Giovanni vier seiner im Söldnerheer gewonnenen Freunde dazu bewegen, mit ihm gemeinsam die väterliche Burg zurückzuerobern. Der Burgvogt wird überrumpelt, und das Kastell kehrt in den Besitz des ursprünglichen Herrn zurück.
Erzürnt von der Eigenmächtigkeit Giovannis, wenden sich Malatesta und Cesare Borgia bald gegen ihn und können erreichen, dass der Rat von Florenz Giovanni vor Gericht zitiert, damit dieser sich vor den Honoratioren für sein Tun rechtfertige. Tatsächlich kann der junge Lombardo die gegen ihn gemachten Vorwürfe entkräften. Giovanni stellt daraufhin ein eigenes Söldnerheer auf die Beine, dem er nunmehr als Condottiere vorsteht. Nicht der Sold soll fortan im Mittelpunkt des Handelns stehen, sondern, so Giovannis Absicht, der Kampf für ein einiges Vaterland. Giovannis Heerschar bekommt immer stärkeren Zulauf, ganz zum Missfallen der etablierten Condottieri. Malatesta versucht schließlich, den lästigen Konkurrenten mit Hilfe seiner Kurtisane Tullia zu vergiften. Tullia aber empfindet etwas für den jungen Lombarden und führt das Attentat nicht aus. Daraufhin reitet Giovanni mit seinen Mannen nach Florenz, wo er die Keimzelle dieser Verschwörung gegen seine Person vermutet.
Seine in einheitlichem Schwarz gekleideten Soldaten hinterlassen einen mächtigen Eindruck auf Bürger und Rat der Stadt. Doch Malatesta gelingt es, einen Hochverratsverdacht gegen Giovanni zu konstruieren. Dieser wird daraufhin verhaftet und eingekerkert. Auf seine vier engsten Freunde ist jedoch Verlass. In einem tollkühnen Handstreich dringen sie in den Kerker vor und befreien ihren Anführer. Auf der Flucht nach Savoyen trifft Giovanni seine Jugendliebe Maria wieder, die sein treuer Troubadour Nino während seiner Abwesenheit für ihn aufgespürt hat. Er und seine verbliebenen Mannen schließen sich dem französischen Condottiere D’Argentière an und kehren nach Florenz zurück. Dort rechnet Giovanni mit seinem alten Widersacher Malatesta in einem Zweikampf ab. Rasch strömen immer mehr Anhänger Giovannis herbei.
Einem Rat Marias folgend, schenkt Giovanni Malatesta das Leben. Das Land jubelt angesichts Giovannis Heldentaten, und selbst der Papst empfängt ihn und seine Kämpfer in Rom. Auf dem Höhepunkt seines Ruhms heiratet Giovanni Maria. Aber Malatesta hat längst finstere Revanchepläne geschmiedet und ein gewaltiges Heer zusammengestellt. In der Entscheidungsschlacht droht Giovanni zu unterliegen, der, von einer Kugel getroffen, einen Arm verliert. Mit nur einem Arm, mit dem er das Schwert führt, versucht Giovanni die sich anbahnende Niederlage abzuwenden und stürzt sich todesmutig gegen den übermächtigen Gegner ins Kampfgetümmel. Von seinem Mut beeindruckt, sammeln sich noch einmal all seine Anhänger hinter ihm und stoßen wie ein Keil in die Formation des Gegners vor. Der Sieg ist gewiss, aber der schwer verletzte Giovanni überlebt diesen Tag nicht mehr. „Das Volk trägt seinen Helden in den Dom und kniet an seiner Bahre, die sich zu einem unvergänglichen Grabmal verwandelt, zur bleibenden Erinnerung an einen Menschen, der sein ganzes Leben dem einen Ideal unterordnete: Freiheit und Vaterland!“

## Produktionsnotizen
Die Dreharbeiten fanden zwischen August 1936 und Februar 1937 statt. Die Studioaufnahmen entstanden in Rom und in Berlin (Tobis-Studios). Die Außenaufnahmen wurden in den Dolomiten, in Venedig, in Urbino, in Torrechiara, in Parma, in Gradara, in San Gimignano und in Verona, wo die „Florenz“-Szenen entstanden, abgedreht.
Die deutsche Erstaufführung war am 24. März 1937 in Stuttgart. In Berlin lief Condottieri am 27. April 1937 an. Er wurde für Jugendliche ab 14 Jahre freigegeben. Der Film erhielt im NS-Staat das Prädikat „Staatspolitisch und künstlerisch wertvoll“.
Der Film wurde in einer italienischen und in einer deutschen Version hergestellt. Die deutsche Fassung wurde unter anderem auch in Finnland, der Tschechoslowakei und zuletzt (am 4. Januar 1940) auch in den USA gezeigt. Die italienische Version lief zum Jahresende 1937 auch in Frankreich und Portugal an.
Condottieri war die erste im großen Stil durchgeführte deutsch-italienische Zusammenarbeit bei einem Filmprojekt seit der politischen Annäherung der Regierungen Adolf Hitlers und Benito Mussolinis (1936). Im faschistischen Italien war die im Film vermittelte nationalistisch-patriotische Botschaft eines einheitlichen Italiens unübersehbar. Auch erinnern die schwarz gewandeten Landsknechte Giovannis in ihrer Aufmachung stark an die Schwarzhemden der Mussolini-Bewegung.
Die zentrale Figur des Giovanni Lombardo entspricht der realen Figur des Giovanni de’ Medici, der in die italienische Geschichte als Giovanni dalle Bande Nere eingegangen ist.
Die Kostüme zum Film entwarf Herbert Ploberger, die Bauten Erich Grave. Max Hüske hatte die Produktionsleitung.
Bei der Biennale in Venedig erhielt der Film den Pokal der Italienischen Generaldirektion für Filmwesen für denjenigen Film, der am „besten Naturschönheiten und Kunstschätze“ zeigt.
Das nationalsozialistische Regime war mit dem Ergebnis des Films nicht in jedem Detail zufrieden. Im Großen Personenlexikon des Films heißt es dazu: Trenker „eckte diesmal bei Hitler und Goebbels an, weil er Leibstandarten-Soldaten für eine Szene mit einem Kniefall vor dem Papst einsetzte.“ Diese Szene ist allerdings nur in der für das katholische Italien hergestellten Fassung zu sehen, während in der deutschen Fassung der Condottiere und seine Söldner stehen bleiben.
Gemäß den Alliierten Militärregierungen wurde die Aufführung dieses Films in Deutschland 1945 verboten. Der Grund dafür dürfte die Tatsache gewesen sein, dass Trenkers Inszenierung eine Auftragsproduktion des faschistischen Mussolini-Regimes gewesen war, sowie der militaristische Grundcharakter des Films.
Die erste Nachkriegsaufführung von Condottieri in Deutschland fand am 19. September 1977 im Bayerischen Rundfunk statt.
Der in Italien populäre Stoff um den wirklichen Condottiere Giovanni dalle Bande Nere wurde zwischen 1911 und 2001 mehrfach verfilmt.

## Kritiken
Das große Personenlexikon des Films bezeichnete Condottieri als einen „schauprächtigen Streifen über mittelalterliche Heerführer und Waffengänge“, mit der Trenker „das Zeitalter der Medici wiederauferstehen“ ließ.
Das Lexikon des Internationalen Films nannte Luis Trenkers Film „umstritten“.
In Bezug auf Trenkers antinapoleonisches Historiendrama Der Rebell charakterisierte Buchers Enzyklopädie den Film Condottieri als „eine weitere Verklärung des Widerstands gegen artfremde Tyrannei – hier die Borgias“.
Die zeitgenössische italienische Filmkritik äußerte sich durchweg wohlwollend über die optische Gestaltung von Condottieri, kritisierte aber stets den episodenhaften Charakter des Films. Der Corriere della Sera verglich den Film mit einem „riesigen, glänzenden, farbenprächtigen Fresko“, bestehend aus einer „ununterbrochenen Aneinanderreihung von großartigen Bildern“. Il Lavoro schrieb, dass „diese ziemlich komplizierte Geschichte nicht mit Klarheit erzählt wird und auch nicht mit viel Kraft“, lobte aber die Stärke der von Trenker gestalteten Bilder sowie die Gestaltung der Massenszenen. Die Zeitung Bianco e Nero stellte in ihrer Kritik das Mosaikhafte an Trenkers Film heraus und kritisierte: „Trenker weiß noch nicht zu erzählen: Sein Film besteht aus einer Reihe von Einzelbildern, schön, interessant und voller Poesie, aber das alles zusammen führt nicht zum Aufbau einer soliden Erzählung […] Die Geschichte des Giovanni erscheint mehr als ein Mosaik von schönen Episoden als eine wirkliche Geschichte.“